# Bayırköy, İkizdere
Bayırköy là một xã thuộc huyện İkizdere, tỉnh Rize, Thổ Nhĩ Kỳ. Dân số thời điểm năm 2010 là 131 người.